# Nekrolog 1985
Nekrolog
◄◄
| ◄
| 1981
| 1982
| 1983
| 1984
| 1985 | 1986 | 1987 | 1988 | 1989 | ► | ►►
1. Quartal |
2. Quartal |
3. Quartal |
4. Quartal 
Weitere Ereignisse | Allgemeiner Nekrolog 1985
Die Beschreibung der verstorbenen Person sollte so kurz wie möglich gehalten sein und nur deren signifikante Tätigkeit(en) enthalten.
Neue Namen ggf. auch unter dem Geburts- und Sterbedatum, also etwa unter 1. Januar und im Geburts- und Sterbejahr (2024) eintragen (nur bei entsprechender großer Wichtigkeit). Für Beispiele siehe die schon vorhandenen Artikel.
Außerdem über die fünf zuletzt Verstorbenen, zu denen es einen ausreichend guten Artikel für eine Präsentation auf der Hauptseite gibt, nach der todesbedingten Überarbeitung der Artikel ggf. auch unter Wikipedia Diskussion:Hauptseite informieren und sie am besten auch in den anderen Wikipedia-Sprachversionen eintragen. Tipp: Regelmäßig bei news.google.de nach „ist tot“, „gestorben“ oder „verstorben“ suchen.
Wenn eine Person gestorben ist, gibt es viele Seiten zu dieser Person in der Wikipedia, die davon auch betroffen sind und entsprechend aktualisiert werden müssen. Beispiele: Namenübersichtsseite, Geburtsjahr, Geburtsort-Seiten und viele mehr.
Wie finde ich die betroffenen Seiten?
Im Suchfeld auf der linken Seite gibt man den Suchbegriff so ein: „Vorname Nachname“. Dann klickt man auf Volltext und alle Seiten mit entsprechendem Suchtext werden aufgerufen. Hier sieht man dann schnell, wo auch das Todesjahr Sinn macht oder sogar ein Teil des Artikels angepasst werden muss. Auch hilft das „Werkzeug“ auf der linken Seite sehr gut, um solche Seiten aufzufinden: „Links auf diese Seite“. Somit ist die Wikipedia wieder aktuell in allen Bereichen! Hinweis: bei Eintragung der Kategorie „Gestorben JAHR“ wird der Missbrauchsfilter 49 ausgelöst, was jedoch nicht schlimm ist. Siehe: Spezial:Missbrauchsfilter/49
Dies ist eine Liste von im Jahr 1985 verstorbenen bekannten Persönlichkeiten. Die Einträge erfolgen innerhalb der einzelnen Daten alphabetisch sortiert. Tiere sind im Nekrolog für Tiere zu finden.
Die Liste ist nach Quartalen aufgeteilt:
- Nekrolog 1. Quartal 1985: Januar, Februar und März
- Nekrolog 2. Quartal 1985: April, Mai und Juni
- Nekrolog 3. Quartal 1985: Juli, August und September
- Nekrolog 4. Quartal 1985: Oktober, November und Dezember

## Datum unbekannt
| Benjamin Akzin                       | zionistischer Aktivist und israelischer Professor der Rechtswissenschaft |  |
| Edward Johnston Alexander            | US-amerikanischer Botaniker                                              |  |
| Wilhelm Helmuth van Almsick          | deutscher Diplomat                                                       |  |
| Wilhelm Friedrich Arntz              | deutscher Jurist, Schriftsteller, Verlagsbuchhändler, Redakteur          |  |
| Bernard Astraud                      | französischer Pilot und Unternehmer                                      |  |
| Georges Barski                       | französischer Biologe                                                    |  |
| Rita Bartos                          | österreichische Opernsängerin (Sopran)                                   |  |
| Anna Beöthy Steiner                  | ungarisch-französische Malerin                                           |  |
| Ludwig Bertele                       | deutscher Optikkonstrukteur                                              |  |
| Helene von Bila                      | deutsche Hochschulpolitikerin                                            |  |
| Sander Borgers                       | niederländischer Angehöriger der Waffen-SS                               |  |
| Jan van Borssum Waalkes              | niederländischer Botaniker                                               |  |
| Iwan Pawlowitsch Bratuchin           | sowjetischer Hubschrauberkonstrukteur                                    |  |
| Otto Busch                           | deutscher Organist, Komponist und Musikpädagoge                          |  |
| Jeff Cameron                         | italienischer Schauspieler                                               |  |
| Carmelo Caruana                      | maltesischer Lehrer, Journalist und Förderer der maltesischen Sprache    |  |
| Josep Maria de Casacuberta           | spanischer Romanist, Katalanist und Verleger                             |  |
| Emmi Czarnetzki                      | deutsche Politikerin (KPD/SED), DFD-Funktionärin                         |  |
| John Daly                            | britischer Geistlicher, Bischof in Afrika und Asien                      |  |
| David Davidson                       | US-amerikanischer Drehbuchautor                                          |  |
| Carl Deilmann                        | deutscher Industrieller                                                  |  |
| Lois Delaner                         | US-amerikanische Schönheitskönigin, Miss America (1927)                  |  |
| Fred Dömpke                          | deutscher Jazzgitarrist und Bandoneonspieler                             |  |
| James P. Doyle                       | irischer Badmintonspieler                                                |  |
| Norbert Drienko                      | österreichischer Maler und Grafiker                                      |  |
| Hamud al-Dschaifi                    | jemenitischer Offizier und Politiker                                     |  |
| Gaston Dupouy                        | französischer Physiker                                                   |  |
| Chester Emmons                       | US-amerikanischer Mykologe                                               |  |
| Hermann Erben                        | österreichisch-amerikanischer Arzt                                       |  |
| Lotty Faber                          | deutsche Heimatdichterin                                                 |  |
| Ralston Farina                       | US-amerikanischer Performancekünstler                                    |  |
| Werner Feilchenfeld                  | deutsch-US-amerikanischer Wirtschaftsberater, Geschäftsmann und Jurist   |  |
| Rudolf Frercks                       | deutscher Mediziner und NS-Funktionär                                    |  |
| Harry Fry                            | kanadischer Ruderer                                                      |  |
| Louis Gallaud                        | US-amerikanischer Jazzpianist des New Orleans Jazz                       |  |
| Gustav Geisel                        | deutscher Kirchenmusiker und Komponist                                   |  |
| Liesl Geisler                        | österreichische Fluchthelferin, Wirtin des Krimmler Tauernhauses         |  |
| Karl Gerhold                         | österreichischer Fußballspieler                                          |  |
| Gia-Fu Feng                          | Übersetzer klassischer taoistischer Literatur und Tao-Lehrer in den USA  |  |
| Marcello Giannini                    | italienischer Filmschaffender                                            |  |
| Curt Gröper                          | deutscher Maler                                                          |  |
| Wilhelm Hack                         | deutscher Kunstsammler                                                   |  |
| Thomas Häfner                        | deutscher phantastischer Maler, Mitglied der Gruppe Junge Realisten      |  |
| Štefan Haššík                        | slowakischer Politiker                                                   |  |
| Robert Havard                        | britischer Arzt                                                          |  |
| Max Hoff                             | österreichischer Illustrator                                             |  |
| Klaus Horn                           | deutscher Psychologe, Psychoanalytiker und Autor                         |  |
| Hu Feng                              | chinesischer Schriftsteller sowie Literatur- und Kunsttheoretiker        |  |
| Francisco Asís de Icaza y León       | mexikanischer Botschafter                                                |  |
| Rudolf Israel                        | deutscher Generalmajor im Ministerium für Staatssicherheit (MfS) der DDR |  |
| Madeleine Jacob                      | französische Journalistin                                                |  |
| Livia Kádár                          | ungarische Graphikerin                                                   |  |
| Paul Karch                           | deutscher Unternehmer und Fußballfunktionär                              |  |
| Kawaguchi Matsutarō                  | japanischer Schriftsteller                                               |  |
| John Edmund Kerrich                  | südafrikanischer Mathematiker                                            |  |
| Alexander Isaakowitsch Kitaigorodski | russischer Physiker                                                      |  |
| Georg Adam Klemm                     | deutscher Kommunalpolitiker                                              |  |
| Arthur Klemt                         | deutscher Unternehmer und Erfinder                                       |  |
| Károly Koffán                        | ungarischer Künstler und Fotograf                                        |  |
| Ernst Kredel jun.                    | deutscher Offizier und Schriftsteller                                    |  |
| Richard Kucharczyk                   | deutscher kommunistischer Widerstandskämpfer und politischer KZ-Häftling |  |
| Elsie Kühn-Leitz                     | deutsche Juristin und Mäzenin                                            |  |
| Waldemar Küther                      | deutscher evangelischer Pfarrer, Geschichtsforscher und Autor            |  |
| Heinz Liefers                        | deutscher Schauspieler und Regisseur                                     |  |
| Emanuel Lindner                      | deutscher Architekt                                                      |  |
| Ramon Llorens                        | spanischer Fußballtorwart und -trainer                                   |  |
| Donald William Lucas                 | britischer Gräzist                                                       |  |
| Fernando Melani                      | italienischer Maler und Konzeptkünstler                                  |  |
| Friedrich Merdsche                   | deutscher Jurist                                                         |  |
| Robert Mitchell                      | US-amerikanischer Animator                                               |  |
| Marlene Moeschke-Poelzig             | deutsche Bildhauerin und Architektin                                     |  |
| Gerhard Müller                       | Schweizer Ingenieur                                                      |  |
| Sven-Gösta Neumann                   | schwedischer Romanist                                                    |  |
| Nguyễn Đức Thuận                     | vietnamesischer Politiker und Schriftsteller                             |  |
| Constantin Nistor                    | rumänischer Politiker (PCR) und Botschafter                              |  |
| Óscar Nova                           | argentinischer Fußballspieler                                            |  |
| Oddný Guðmundsdóttir                 | isländische Schriftstellerin                                             |  |
| Richard Ohling                       | deutscher Politiker (NSDAP), MdR                                         |  |
| Cipriano Olivera                     | uruguayischer Politiker                                                  |  |
| Albert Ottenheimer                   | deutscher Kaufmann, Unternehmer, Kunstsammler und Mäzen                  |  |
| Julius Parow                         | deutscher Mediziner                                                      |  |
| Heinz Pauels                         | deutscher Komponist                                                      |  |
| Harry Pauly                          | deutscher Schauspieler, Intendant, Dramatiker und KZ-Überlebender        |  |
| Alberto Pessoa                       | portugiesischer Architekt                                                |  |
| Paul Piaget                          | spanischer Schauspieler                                                  |  |
| Edmund Georg Pielmann                | deutscher Maler                                                          |  |
| Franz Pilarski                       | deutscher Politiker (KPD/SED/DBD), Widerstandskämpfer                    |  |
| Heinz Plavius                        | deutscher Schriftsteller und Germanist                                   |  |
| Puccio Pucci                         | italienischer Kampfflieger, Leichtathlet und Sportfunktionär             |  |
| Antonius Raab                        | deutscher Luftfahrtpionier und Unternehmer                               |  |
| Walter Ravenna                       | uruguayischer Politiker                                                  |  |
| Aron Grigorjewitsch Reschko          | sowjetischer Schachspieler                                               |  |
| Leonie Reygers                       | deutsche Kunsthistorikerin und Museumsdirektorin                         |  |
| Karl Riedl                           | deutscher Jurist                                                         |  |
| Wim Rietveld                         | niederländischer Designer                                                |  |
| Walter Roemer                        | deutscher Jurist                                                         |  |
| Helmut Rosenberg                     | deutscher Raritätenhändler und Verleger                                  |  |
| Bernardo Rosengurtt                  | uruguayischer Botaniker                                                  |  |
| Jose Roy                             | philippinischer Politiker                                                |  |
| Teodor Schlomka                      | deutscher Physiker und Hochschullehrer                                   |  |
| Heiner Schmidt                       | deutscher Schauspieler, Sprecher und Regisseur                           |  |
| Jakob Schoch                         | Schweizer Essayist                                                       |  |
| Johann Gerhard Schomerus             | deutscher Geistlicher, Pfarrer und Autor                                 |  |
| Hermann Schulze                      | deutscher Ingenieur                                                      |  |
| Martin Schwaebe                      | deutscher Redakteur und Politiker (NSDAP), MdR                           |  |
| Herbert Kenneth Airy Shaw            | englischer Botaniker                                                     |  |
| Ferdinand Siebert                    | deutscher Historiker                                                     |  |
| Edmund Silberner                     | Historiker                                                               |  |
| Lidia Simões                         | brasilianische Pianistin                                                 |  |
| Daniel Slotnick                      | US-amerikanischer Informatiker                                           |  |
| Ernest Adolf Spiegel                 | US-amerikanischer Neurologe                                              |  |
| John Stephenson Spink                | britischer Romanist und Französist                                       |  |
| Jean Stéfanini                       | französischer Romanist und Sprachwissenschaftler                         |  |
| Barry Stevens                        | US-amerikanische Psychotherapeutin                                       |  |
| Paul Strähle                         | deutscher Flugpionier                                                    |  |
| Kurt Strom                           | deutscher Komponist, Kapellmeister und Musikwissenschaftler              |  |
| Stefan Szende                        | ungarisch-schwedischer Politologe, sozialistischer Politiker             |  |
| Fereidoon Tavallali                  | persischer Dichter                                                       |  |
| Irakli Moissejewitsch Toidse         | sowjetischer Maler und Grafiker                                          |  |
| Guillermo Torres                     | chilenischer Fußballspieler                                              |  |
| Heinz Trenkel                        | deutscher Fußballspieler                                                 |  |
| Hans-Georg Trieschmann               | deutscher Chemiker                                                       |  |
| Félix Trombe                         | französischer Solar- und Höhlenforscher                                  |  |
| Tsheten Shabdrung Jigme Rigpe Lodrö  | chinesischer Tsheten Rinpoche, Tibetologe                                |  |
| Gabor Vernon                         | britischer Schauspieler                                                  |  |
| Jakob Vogt                           | deutscher Gewichtheber                                                   |  |
| Branislav Vukosavljević              | jugoslawischer Fußballspieler                                            |  |
| Günther Vulpius                      | deutscher Schauspieler, Dramaturg und literarischer Übersetzer           |  |
| Artur Weber                          | deutscher Generalmajor                                                   |  |
| Dieter Wendrich                      | deutscher Fernsehregisseur                                               |  |
| Karl Wenk                            | deutscher Kommunalpolitiker                                              |  |
| Arthur H. Wicks                      | US-amerikanischer Geschäftsmann und Politiker                            |  |
| Jerzy Kazimierz Wolff                | polnischer Maler                                                         |  |
| Franz Xaver Wortmann                 | deutscher Aerodynamiker                                                  |  |
| Yang Zhenming                        | chinesischer Großmeister in Yang-Stil des Taijiquan                      |  |
| Zhao Jingshen                        | chinesischer Novellist und Dramatiker                                    |  |
| Lorenz Zotz der Jüngere              | österreichischer Stuckateur                                              |  |
| Sepp Zwerch                          | deutscher Architekt und Zeichner                                         |  |